# Twierdza Bač
Zamek Bač (srb. Бачка тврђава / Bačka tvrđava, węg. Bácsi vár) – ruiny średniowiecznego zamku, znajdującego się w Baču (węg. Bács), w serbskiej prowincji autonomicznej Wojwodina.
Zamek został wybudowany w latach 1338–1342 przez węgierskiego króla Karola Roberta, choć już wcześniej istniały w tym miejscu budowle obronne. Zamek powstał z cegły na niewielkiej wyspie, w meandrze rzeki Mostonga, na planie pięciokąta. Mury obronne wzmacniały okrągłe baszty. Pośrodku południowego wału znajdowała się brama, po której nie ma obecnie widocznych śladów. Dostęp do twierdzy był możliwy przez zwodzone mosty, a sam zamek określany był jako twierdza wodna. Ze wszystkich stron otaczała ją rzeka, a dojazd do niej odbywał się zwodzonym mostem. Od połowy XV wieku został przebudowywany i pełnił rolę punktu obronnego na południowych granicach Węgier. 
Rozległe prace nad przebudową zamku przeprowadził arcybiskup Petrus de Varda w latach 1490-1495. Odnowił zamek i miasto, ale także poszerzył rzekę Mostonga, aby umożliwić statkom z Dunaju dopłynięcie do zamku. Przy tej okazji wzmocniono system obronny, dodając elementy dostosowane do walki artyleryjskiej, a jednocześnie dobudowano pałac w pobliżu północnej wieży, w którym znajdowały się kamienne rzeźby wykonane w duchu wczesnego renesansu. Większy kompleks osadniczy, w którego północnej części znajdował się zamek, oddzielony fosą, był otoczony wałami z palisadami i miał tylko ceglaną bramę na wschodzie. 
W 1529 roku, trzy lata po bitwie pod Mohaczem, zamek wraz z całą okolicą znalazł się w granicach Imperium osmańskiego, a Bač stał się częścią sandżaku segedyńskiego. Opisy twierdzy w pamiętnikach podróżniczych Evliyi Çelebija również pochodzą z tego okresu. 
Zamek został zajęty bez walki przez wojska austriackie w 1687 r., a w 1699 roku, włączono go w granice państwa Habsburgów. W 1704 roku w czasie powstania Rakoczego, powstańcy Kurucowie oblegli zamek, ale nie zdołali go zdobyć. Zamek rok później został wysadzony przez austriacką załogę i opuszczony. Z czasem rzeka Mostonga wyschła, a przestarzały już zamek stracił znaczenie obronne. 
Pierwsze prace archeologiczne zaczął prowadzić w 1870 roku Emrich Henszlmann. W 1948 r. obiekt został wpisany na listę Pomników Kultury. Systematyczne badania archeologiczne były przeprowadzane kilkakrotnie od 1958 r. Przeprowadzono również prace konserwatorskie, w tym renowację  wieży obronnej oraz konserwację bramy wejściowej na podzamczu i łaźni tureckiej. Zamek został odnowiony w 1961 r. i stanowi jedno z najlepszych osiągnięć XV-wiecznej architektury militarnej na terenie dawnego państwa węgierskiego. Podczas wykopalisk archeologicznych w latach 2004-2006 zbadano budynek wzdłuż północno-wschodniego wału, zdefiniowany jako pałac, a także okrągłą cysternę na obszarze między wieżą donżonu a południowo-wschodnim wałem.
Do dzisiaj z zamku pozostały ruiny. Najbardziej okazałym elementem jest położony centralnie, donżon o wysokości 18 metrów – w latach 60. XX wieku został on odrestaurowany i obecnie ma sześć kondygnacji, mieszczących niewielkie muzeum. Oprócz niego zachowały się częściowo mury obwodowe, wzniesione z cegły – w ich ciągu wznoszą się cztery wieże (jedna mieściła kaplicę) oraz położony przed dawną fosą barbakan.

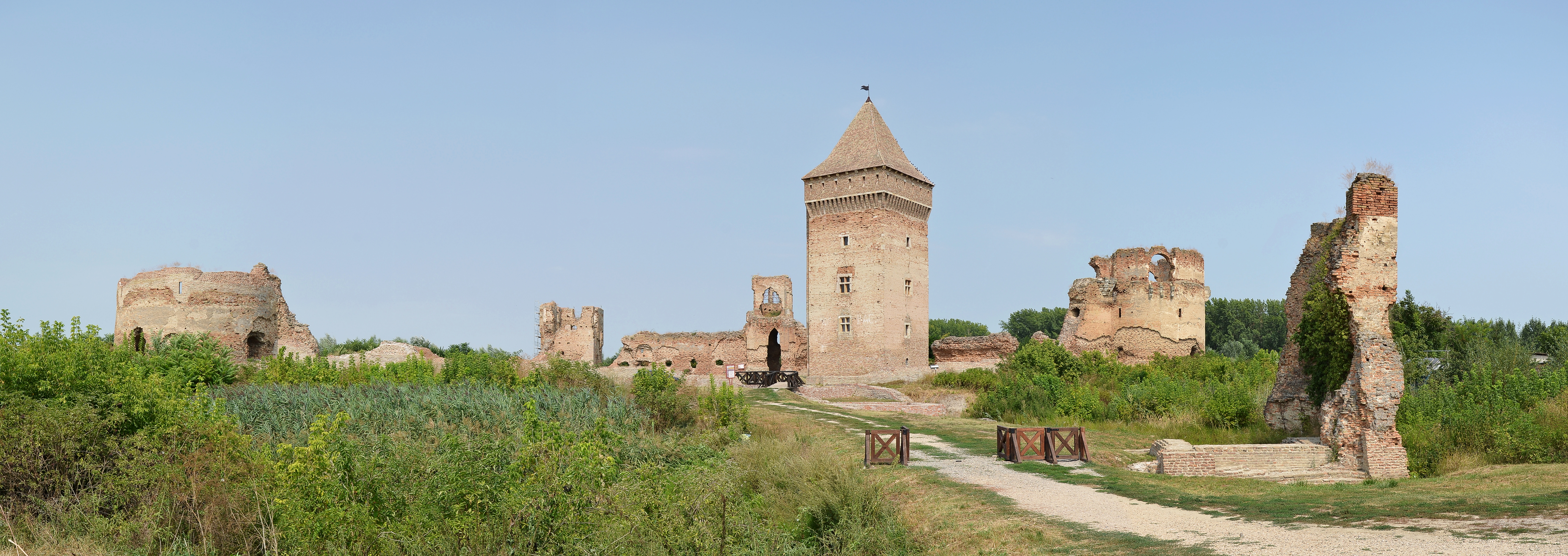
Ruiny zamku